# Colonel (Europe de l'Est)
Polkovnik
Pour les articles homonymes, voir Colonel (homonymie).

Pays qui utilisent ce grade en Europe de l'Est et en Eurasie.

Le grade de polkovnik (en russe : полковник, littéralement « régimentaire » ; (en polonais : pułkownik)) est un grade militaire utilisé principalement dans les pays de langue slave : il correspond à celui de colonel dans les États francophones ou anglophones, ou à celui d'Oberst dans plusieurs pays germanophones et scandinaves. Le terme provient d’un ancien mot slave désignant un groupe de soldats et de personnes. Cependant, dans l’Hetmanat cosaque et l'Ukraine slobodienne, polkovnik était un grade administratif semblable à celui de gouverneur. Habituellement, ce mot est traduit par « colonel », mais la translittération se fait également dans l’usage commun, pour les besoins du contexte historique et social. Le grade de polkovnik a commencé à être utilisé pour désigner un commandant d'un détachement distinct de troupes (polk), disposé pour engager une bataille.
Le nom de ce grade comporte une diversité d’orthographes selon les différentes langues, mais toutes viennent du mot en vieux-slave polk (littéralement : unité de la taille d'un régiment) ; elles sont les suivantes (ordre alphabétique) :
1. Biélorussie : палкоўнік ;
2. Bosnie-Herzégovine, Croatie, Monténégro et Serbie : pukovnik ([pǔkoːʋniːk]) ;
3. Bulgarie, Macédoine du Nord, Russie et Ukraine : полковник (prononciation russe [pɐlˈkovnʲɪk][a] ; prononciation ukrainienne [polˈkɔu̯nɪk]) ;
4. Tchéquie et Slovaquie : plukovník ;
5. Géorgie : პოლკოვნიკი ([pʼɔlkʼɔvnikʼi]) ;
6. Lettonie : pulkvedis ;
7. Lituanie : pulkininkas ;
8. Pologne : pułkownik ([puwˈkɔvɲik][b] ;
9. Slovénie : polkovnik.

Bien que la Géorgie, la Lettonie et la Lituanie ne soient pas des pays slaves sur le plan linguistique, elles ont été influencées par la terminologie russe en raison de leur appartenance à l’Empire russe puis à l’Union soviétique. Les Lettons et les Lituaniens ont également été influencés par la terminologie polonaise, car ces pays faisaient partie de l'Union polono-lituanienne. Le grade de polkovnik était également utilisé dans l’armée estonienne jusqu’en 1924.

## Pays

### Russie
Au XVIIe siècle, polkovnik est devenu le grade d'un commandant de régiment de streltsy ; cette position a également figuré dans les nouveaux régiments streltsy et plus tard dans la nouvelle armée de Pierre le Grand. Le grade a été légalisé par la Table des rangs qui l’a placé en 6e position en tant que deuxième officier de campagne, juste sous le général de brigade. La promotion au rang de polkovnik donnait le privilège de la noblesse héréditaire.
Pendant la période soviétique, l'Armée rouge reintroduit le rang de polkovnik en 1935 en même temps que d'autre rangs.
|  |  |